# Ratchaburi (Provinz)

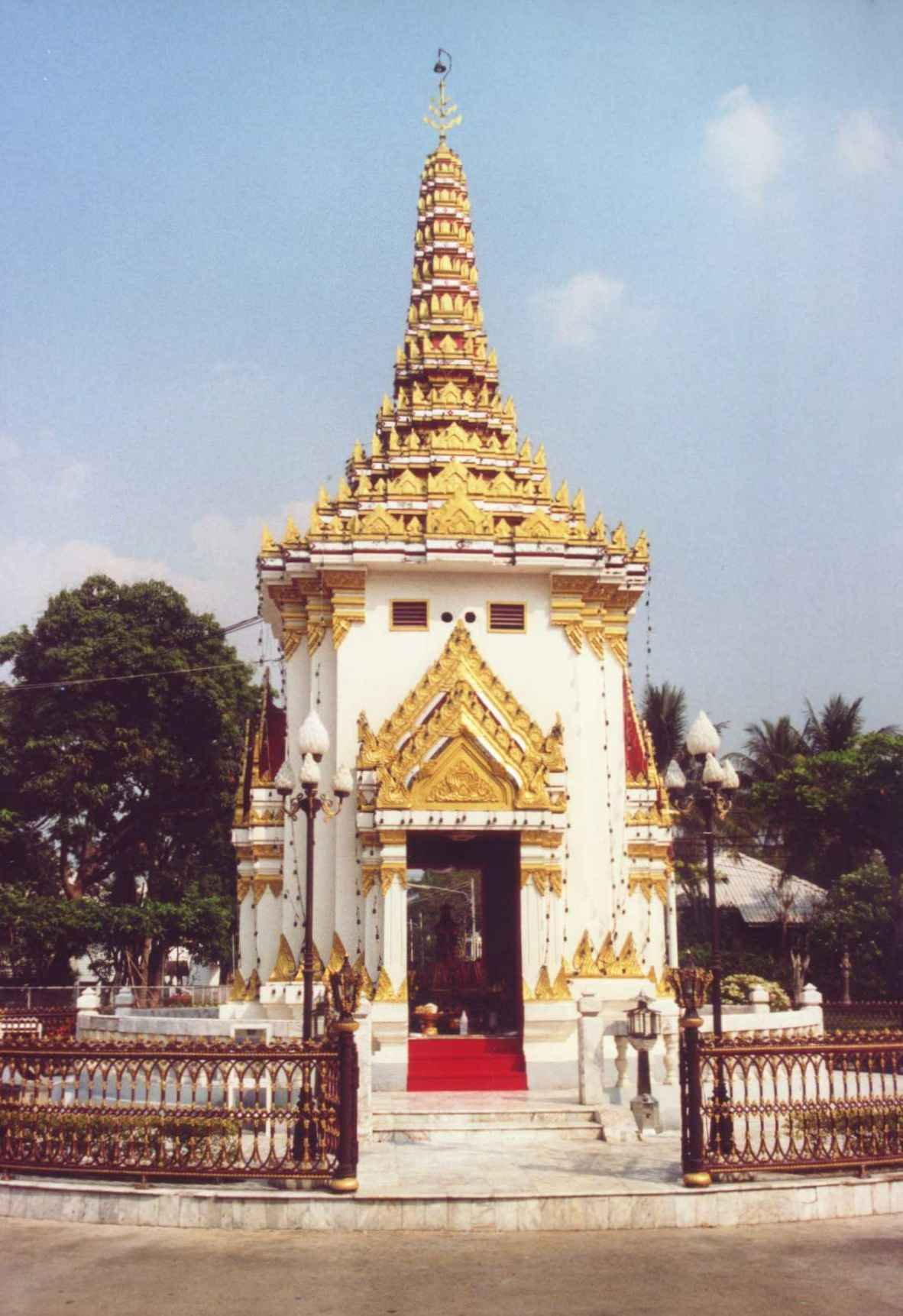
Schrein mit der Stadtsäule (Lak Müang) von Ratchaburi

Ratchaburi (Thai: ราชบุรี, ausgesprochen: [râːtt͡ɕʰáʔbùʔriː], umgangssprachlich Ratburi: [râːtbùʔriː], übersetzt „Königsstadt“) ist eine Provinz (Changwat) im Westen der Zentralregion von Thailand. Die Hauptstadt der Provinz heißt ebenfalls Ratchaburi.

## Geographie
Der östliche Teil der Provinz Ratchaburi besteht aus den flachen Hügeln, die vom Mae Nam Mae Klong (Mae-Klong-Fluss) und gleichzeitig von vielen kleinen, schiffbaren Kanälen (Khlongs) durchflossen werden.
Im Westen herrscht bergiges Gelände vor, das aus den Ausläufern des Tenasserim-Gebirges besteht und das selbst zu den südöstlichsten Ausläufern des Himalaja zählt. Da die Berge meist aus Kalkstein bestehen, gibt es in der Provinz viele interessante Tropfsteinhöhlen. Einige sind von zahlreichen Fledermäusen bewohnt.
| Angrenzende Provinzen und Gebiete: | Angrenzende Provinzen und Gebiete: |
| ---------------------------------- | ---------------------------------- |
| Norden                             | Kanchanaburi                       |
| Osten                              | Nakhon Pathom und Samut Sakhon     |
| Süden                              | Samut Songkhram und Phetchaburi    |
| Westen                             | Landesgrenze zu Birma              |

### Wichtige Flüsse
- Mae Nam Mae Klong
- Mae Nam Phachi

### Klima
Das Klima ist tropisch-monsunal. 2009 gab es 111 Tage mit Niederschlägen (1089,7 mm); die Höchsttemperatur lag im gleichen Jahr bei 36,2 °C, die Tiefsttemperatur bei 18,0 °C.

## Bevölkerung
1,1 % der Bevölkerung sind Angehörige der Bergvölker, meist Karen, die an der Grenze zu Myanmar leben. Daneben leben Minderheiten der Mon, Lawa, Lao und Khmer in Ratchaburi.

## Wirtschaft und Bedeutung
Die Provinz lebt hauptsächlich vom Tourismus, der aus dem relativ nahen Bangkok und über Kanchanaburi kommt.
Ratchaburi ist außerdem ein Zentrum von Keramik-Manufakturen. Hier werden die überall in Thailand anzutreffenden großen braunen Wasserkrüge hergestellt, die mit einem gelben Drachenmuster versehen sind. Auf den Straßen der Provinz sieht man häufig bis zum Umfallen beladene LKWs, die diese Krüge ins ganze Land transportieren.
Im Jahr 2011 betrug das „Gross Provincial Product“ (Bruttoinlandsprodukt) der Provinz 130,444 Milliarden Baht, das entspricht 154.749 Baht pro Einwohner.

### Daten
Die unten stehende Tabelle zeigt den Anteil der Wirtschaftszweige am Gross Provincial Product in Prozent:
| Wirtschaftszweig | 2006 | 2007 | 2008 |
| ---------------- | ---- | ---- | ---- |
| Landwirtschaft   | 15,1 | 15,1 | 16,1 |
| Industrie        | 28,1 | 27,8 | 23,2 |
| Andere           | 56,8 | 57,1 | 60,7 |

Die am stärksten zur Wirtschaftsleistung der Provinz beitragende Branche war im Jahr 2011 das verarbeitende Gewerbe mit 44,766 Mrd. Baht, gefolgt von der Elektrizitäts-, Gas- und Wasserversorgung mit 28,689 Mrd. Baht, der Landwirtschaft mit 18,751 Mrd. Baht, sowie dem Groß- und Einzelhandel mit 10,329 Mrd. Baht.

## Geschichte

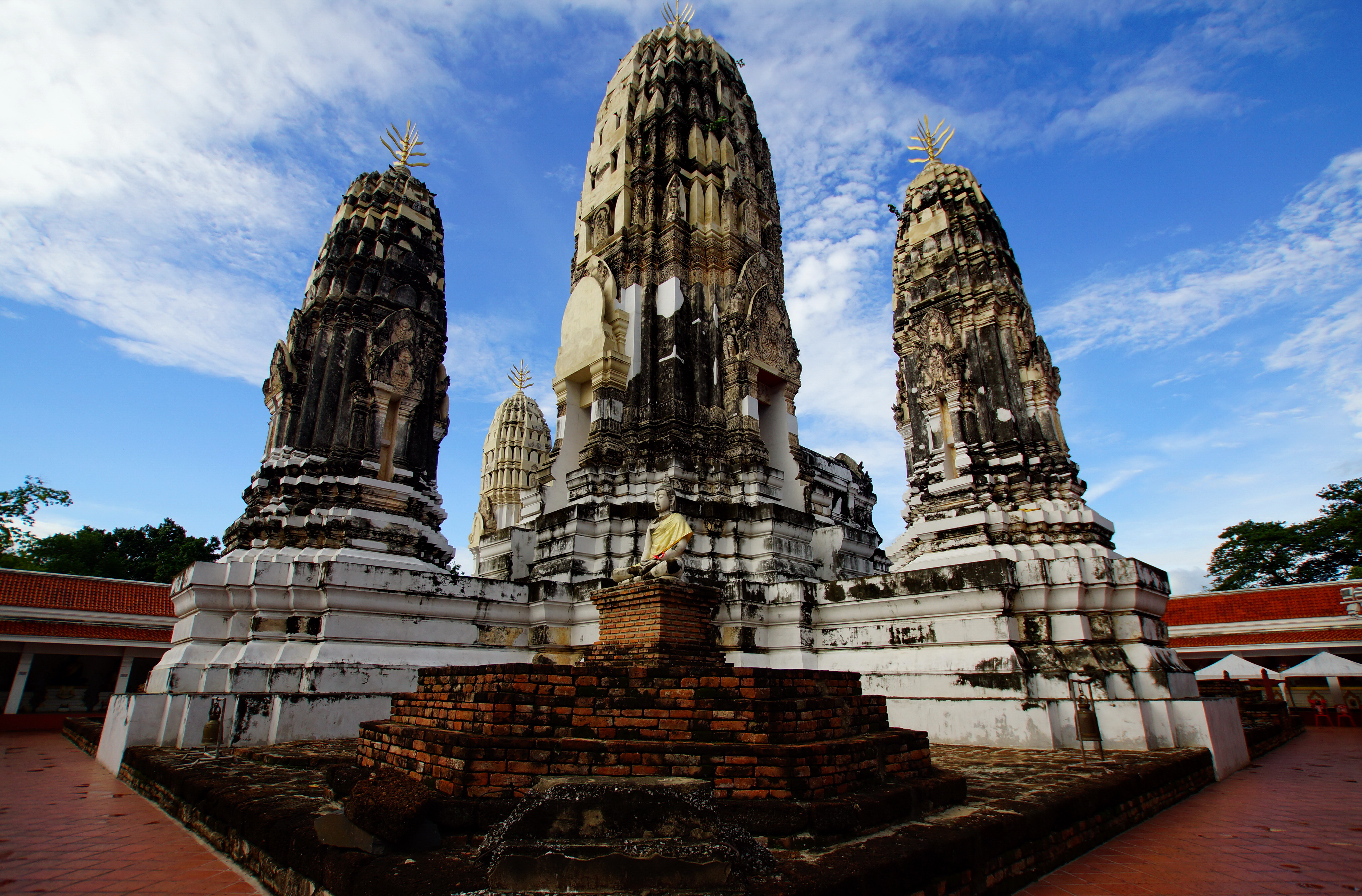
Wat Mahathat Ratchaburi aus der Lopburi-Epoche (Khmer-Stil)

Die Gegend war bereits während der Dvaravati-Zeit besiedelt. Die Provinzhauptstadt selbst war ein wichtiger Hauptort im Königreich der Mon. Der Ort soll sogar auf das legendäre Königreich Suvarnabhumi zurückzuführen sein, das vor Dvaravati existiert haben soll. Im 12. Jahrhundert war Ratchaburi dann ein wichtiges Provinzzentrum des Khmer-Reichs von Angkor.
Während der Herrschaft König Ramkhamhaengs in der zweiten Hälfte des 13. Jahrhunderts geriet es in Abhängigkeit von dessen Reich von Sukhothai. Nach Ramkhamhaengs Tod und dem Rückgang des Einflusses von Sukhothai war Ratchaburi eines der westlichen Thai-Fürstentümer (Müang), deren Zentrum Suphan Buri war. Diese gehörten zu den Keimzellen des 1351 gegründeten Königreichs Ayutthaya.
Während des birmanischen Feldzugs gegen Siam nahmen die Truppen des birmanischen Königs Alaungpaya auf ihrem Weg nach Ayutthaya Anfang 1760 auch Ratchaburi ein. Ein ähnliches Szenario ergab sich 1765 während des Feldzugs des birmanischen Königs Hsinbyushin, der schließlich zum Untergang Ayutthayas führte. Rama I., der Begründer der bis heute herrschenden Chakri-Dynastie diente, bevor er König wurde in der Provinzverwaltung von Ratchaburi, deren stellvertretender Gouverneur er in den letzten Jahren der Ayutthaya-Periode war. Dorther stammte auch seine Frau, die spätere Königin Amarindra.
Während der Regierung von König Rama I. (reg. 1782–1809) führte man ein umfassendes Steuersystem ein, unter anderem auch für Alkohol. Ratchaburi wurde dabei zusammen Samut Songkhram und Kanchanaburi verwaltet. Während eines erneuten Vormarschs birmanischer Truppen nach Siam 1785 war Ratchaburi erneut ein wichtiger Schauplatz. Der Vormarsch der Invasoren auf die Hauptstadt Bangkok wurde hier gestoppt.
Mit der Einführung eines modernen, zentralisierten Verwaltungssystems während der Herrschaft König Rama V. (Chulalongkorns) wurde Ratchaburi eine von fünf Provinzen, die zum 1895 eingerichteten Monthon Ratchaburi zusammengefasst wurden. Phraya Surinthararuchai (Thet Bunnag) war der erste „Superintendent Commissioner“. Die Provinzverwaltung lag zunächst im Amphoe Photharam, wurde aber 1898 in die heutige Stadt Ratchaburi (Tambon Na Mueang, Amphoe Mueang) verlegt. Nach dem Ende der absoluten Monarchie 1932 wurden die Monthon wieder aufgehoben und jede Provinz direkt der Zentralregierung unterstellt.

### Archäologie
- Khok Phlap – archäologischer Fundplatz im Amphoe Bang Phae.
- Khu Bua – vermutlich ein Hauptort der Dvaravati-Kultur

## Sehenswürdigkeiten

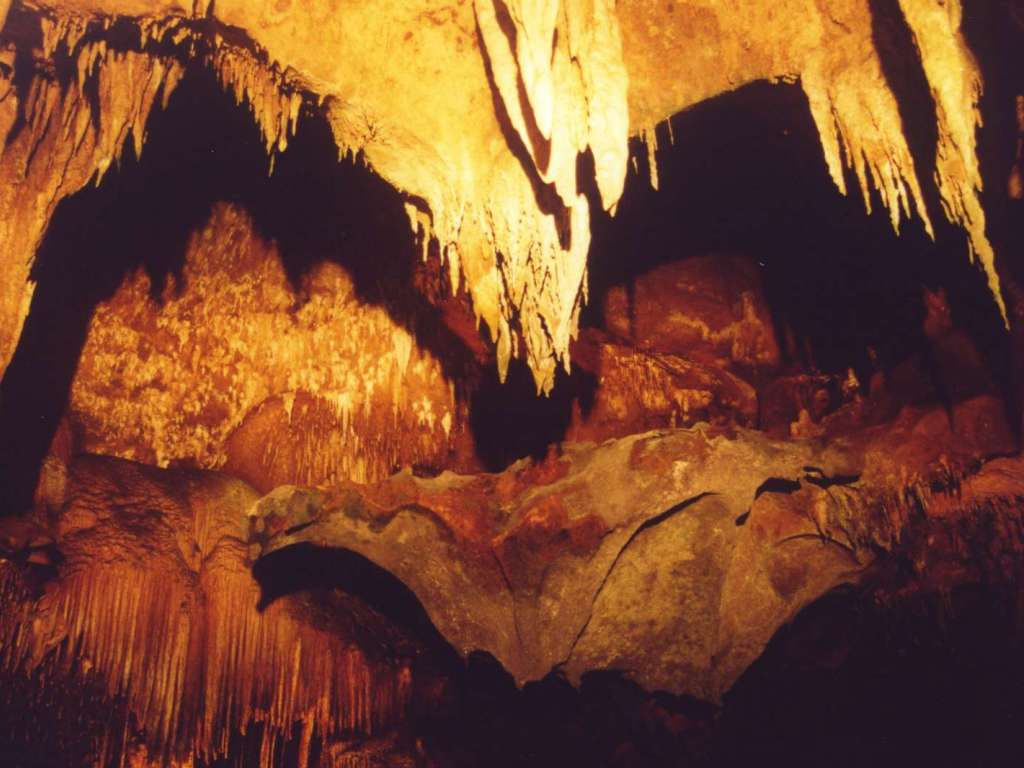
Khao Bin-Höhle

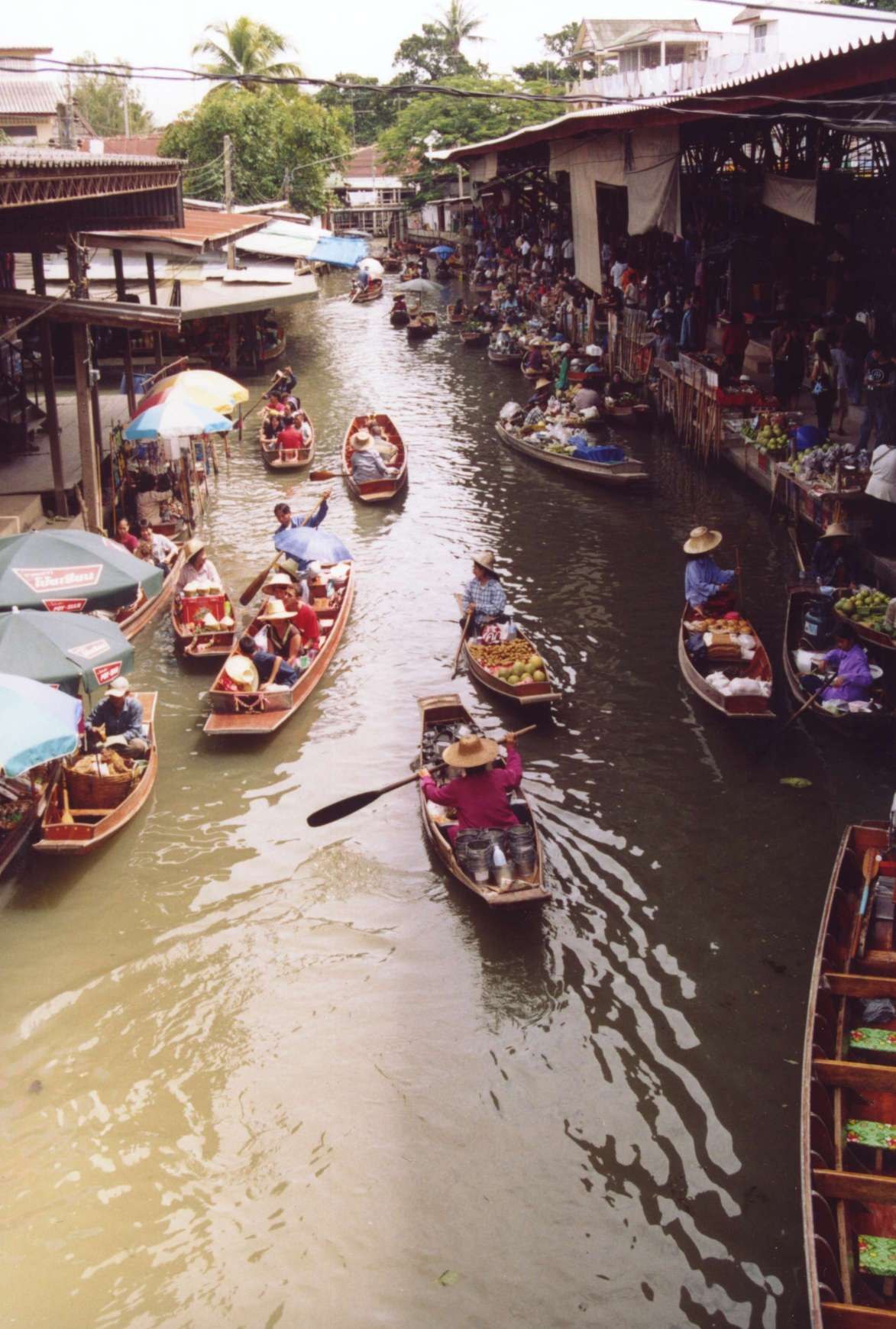
Schwimmender Markt Damnoen Saduak

Für Sehenswürdigkeiten in der Stadt Ratchaburi, siehe Eintrag in Ratchaburi. Außerhalb davon:
- Tropfsteinhöhlen von Khao Bin und Chomphon-Höhle, Amphoe Chom Bueng
- Schwimmender Markt Damnoen Saduak – etwa 2 km außerhalb der Ortschaft Damnoen Saduak gelegener Flusslauf, auf dem Hunderte von Händlern ihre Waren in Booten anbieten; es handelt sich meist um Frauen, die sich unter ihren charakteristischen Ngop-Hüten vor der Sonne schützen und Früchte, Gemüse, Küchengeräte und frisch zubereitetes Essen verkaufen.
- die zerklüfteten, kraterartigen Bodenformationen („Mini-Canyon“) von Pong Yup, Amphoe Suan Phueng
- Wat Muang (Amphoe Ban Pong) mit Museum der Mon-Kultur
- Wat Khanon (Amphoe Photharam) mit Museum des Nang-Yai-Schattentheaters
- Nationalparks:
  - Nationalpark Chaloem Phrakiat Thai Prachan (Thai: อุทยานแห่งชาติเฉลิมพระเกียรติไทยประจัน) – gegründet 2003, Fläche: 384,39 Quadratkilometer, besteht aus hauptsächlich aus Waldgebiet, in dem sich in den 1970er Jahren Rebellen der Kommunistischen Partei Thailands Gefechte mit den Regierungstruppen lieferten.

## Symbole
Das Siegel der Provinz zeigt die königlichen Insignien Schwert und Sandalen auf einer Darreichungsschale (phan), ein Hinweis auf den Namen der Provinz („Königsstadt“).
Der lokale Baum ist der rosafarbene Goldregenbaum (Cassia bakeriana), die lokale Blume die Wrightia pubescens.
Der Wahlspruch der Provinz Ratchaburi lautet:
Schöne Damen findet man im Amphoe Potharam,
Liebenswürdige und ruhige Menschen sind in Ban Pong,
Tonkrüge namens Ong Mang Korn sind der Ruhm der Stadt,
Das Kloster Wat Khanon ist ein Haus für Puppenspiele,
Schöne Höhlen ziehen Besucher an,
Versäume nicht den schwimmenden Markt von Damnoen Saduak,
Laß deine Augen liebevoll auf den Millionen Fledermäusen ruhen,
Fange Yi Sok, den angenehmen Fisch.

## Verwaltungseinheiten

### Provinzverwaltung
Die Provinz ist in 10 Landkreise (Amphoe) gegliedert. Die Kreise sind weiter unterteilt in 104 Kommunen (Tambon) und 935 Dörfer (Muban).
| \| Nr. \| Amphoe-Name \| Thai \| \| --- \| ------------------------ \| --------------- \| \| 01 \| Amphoe Mueang Ratchaburi \| อำเภอเมืองราชบุรี \| \| 02 \| Amphoe Chom Bueng \| อำเภอจอมบึง \| \| 03 \| Amphoe Suan Phueng \| อำเภอสวนผึ้ง \| \| 04 \| Amphoe Damnoen Saduak \| อำเภอดำเนินสะดวก \| \| 05 \| Amphoe Ban Pong \| อำเภอบ้านโป่ง \| \| 06 \| Amphoe Bang Phae \| อำเภอบางแพ \| \| 07 \| Amphoe Photharam \| อำเภอโพธาราม \| \| 08 \| Amphoe Pak Tho \| อำเภอปากท่อ \| \| 09 \| Amphoe Wat Phleng \| อำเภอวัดเพลง \| \| 10 \| Amphoe Ban Kha \| อำเภอบ้านคา \| |                          |                 |
| Nr. | Amphoe-Name              | Thai            |
| 01 | Amphoe Mueang Ratchaburi | อำเภอเมืองราชบุรี  |
| 02 | Amphoe Chom Bueng        | อำเภอจอมบึง      |
| 03 | Amphoe Suan Phueng       | อำเภอสวนผึ้ง      |
| 04 | Amphoe Damnoen Saduak    | อำเภอดำเนินสะดวก |
| 05 | Amphoe Ban Pong          | อำเภอบ้านโป่ง     |
| 06 | Amphoe Bang Phae         | อำเภอบางแพ      |
| 07 | Amphoe Photharam         | อำเภอโพธาราม    |
| 08 | Amphoe Pak Tho           | อำเภอปากท่อ      |
| 09 | Amphoe Wat Phleng        | อำเภอวัดเพลง     |
| 10 | Amphoe Ban Kha           | อำเภอบ้านคา      |

### Lokalverwaltung
Für das ganze Gebiet der Provinz besteht eine Provinz-Verwaltungsorganisation (องค์การบริหารส่วนจังหวัด, kurz อบจ., Ongkan Borihan suan Changwat; englisch Provincial Administrative Organization, PAO).
In der Provinz gibt es drei Städte (เทศบาลเมือง – Thesaban Mueang): Ratchaburi (เทศบาลเมืองราชบุรี), Photharam (เทศบาลเมืองโพธาราม) und Ban Pong (เทศบาลเมืองบ้านโป่ง).
Daneben gibt es 27 Kleinstädte (เทศบาลตำบล – Thesaban Tambon).